# Christoph Schweiger (Sportkletterer)
Christoph Schweiger (* 3. November 2001 in Ingolstadt; † 10. April 2023) war ein deutscher Sportkletterer.

## Leben
Der Ingolstädter war Mitglied des DAV-Nationalkaders Klettern. Seine Kerndisziplin war das Bouldern. Im Rahmen der Deutschen Meisterschaften war er jedoch sowohl im Leadklettern als auch im Bouldern bereits mehrmals in die Top 5 geklettert. 2020 holte er Silber bei der Deutschen Meisterschaft im Bouldern. Bei der Klettereuropameisterschaft 2022 in München erreichte er im Bouldern das Halbfinale und schaffte es auf den achten Platz.
Sein Debüt im Weltcup erfolgte 2018 in Hachiōji, wo er 89. wurde. Sein bestes Ergebnis im Weltcup war der 20. Platz in Salt Lake City im Jahr 2021.
In der wettkampffreien Zeit war Schweiger auch immer wieder am Fels zu finden und hat mit "Big Island (8c)", "Tomba (8b+)", oder "The Dagger (8b+)" bereits den einen oder anderen Boulder auf links gedreht.
Schweiger kam bei einem Verkehrsunfall am 10. April 2023 ums Leben, als er auf dem Zebrastreifen von einem Auto erfasst wurde.

## Erfolge (Auswahl)
- (Quelle: [6])

8C/V15
- The Big Island – Fontainebleau, Frankreich – 2. Dezember 2022[7]

8B+/V14
- Riot Act – Frankenjura, Deutschland – 10. Januar 2021
- The Dagger – Cresciano, Schweiz – 17. November 2020
- Tomba – Valle Bavona, Schweiz – 16. November 2020
- Casavino – Brione, Schweiz – 9. November 2020
- The Never Ending Story – Magic Wood, Schweiz – 8. August 2020